# رابی جی
رابی جی (انگلیسی: Robbie Gee؛ زادهٔ ۲۴ مارس ۱۹۶۴) بازیگر و کمدین اهل بریتانیا است. وی از سال ۱۹۸۸ میلادی تاکنون مشغول فعالیت بوده‌است.
از فیلم‌ها یا برنامه‌های تلویزیونی که وی در آن نقش داشته‌است، می‌توان به دنیای مردگان، قاپ‌زنی، مین ماشین، مایک باست: مدیر تیم ملی انگلستان، وقایع‌نگاری فرانکنشتاین و دارودسته اشاره کرد.